# Куросава, Кинко
Куросава Кинко (яп. 黒沢 琴古, 1710—1771) — японский музыкант. Виртуоз игры на бамбуковой флейте сякухати. Основатель и первый глава школы Кинко. Происходил родом из провинции Тикудзэн. Занимался сбором мелодий для флейты и возрождением традиционного музыкального наследия Японии. Его имя стало титулом, который носили последующие главы его музыкальной школы.